# Bremer Demokratische Volkspartei
De Bremer Demokratische Volkspartei (Nederlands: Bremer Democratische Volkspartij) was een burgerlijke partij in de stadstaat Bremen die van 1945 tot 1948 bestond.

## Geschiedenis
De Bremer Demokratische Volkspartei (BDV) werd in mei 1945 gesticht door zakenlieden en liberalen die streefden naar een burgerlijke eenheidspartij ter vervanging van de vooroorlogse burgerlijke partijen Deutsche Volkspartei, Duitse Democratische Partij en het Rooms-Katholieke Centrum. In 1946 telde de BDV 350 leden en stond onder leiding van ervaren politici uit de tijd van de Weimar Republiek.
Ook vertegenwoordigers van de christelijke politiek - zowel katholieken als evangelischen - traden tot de BDV toe en verzochten aansluiting bij de CDU. Een aanvraag tot toetreding tot de CDU liep echter op niets uit en verscheidene christelijke politici traden uit de BDV en sloten zich aan bij de op 6 juni 1946 opgerichte CDU Bremen. In de zomer van 1946 vond een tweede afscheiding plaats toen een aantal leden zich van de BDV losmaakten en de FDP Bremen oprichten. In 1948 fuseerden de BDV en de Bremer FDP tot de BDV/FDP en sloot zich aan bij de federale FDP. 

### Verkiezingsuitslagen
Bij de verkiezingen voor de Bremische Bürgerschaft behaalde de BDV in 1946 18,3% van de stemmen. In 1947 behaalde de partij 16,7% en in 1951 (BDV/FDP) 13,2% van de stemmen.